# (202) Хрисеида
(202) Хрисеида (др.-греч. Χρυσηίς) — довольно крупный астероид главного пояса, принадлежащий к силикатным астероидам светлого спектрального класса S. Он был открыт 11 сентября 1879 года германо-американским астрономом К. Г. Ф. Петерсом в обсерватории Клинтона, США и назван в честь Хрисеиды, героини поэмы Гомера «Илиада», дочери жреца Аполлона Хриса.

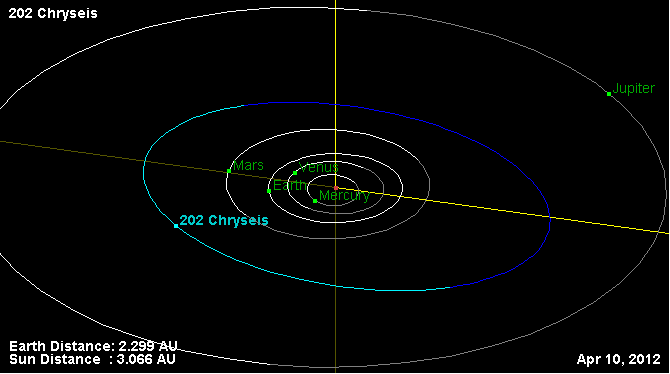
Орбита астероида Хрисеида и его положение в Солнечной системе